# Jean de Gribaldy
Jean de Gribaldy (* 22. Juli 1922 in Besançon; † 2. Januar 1987 in Voray-sur-l’Ognon) war ein französischer Radrennfahrer, Sportlicher Leiter und Teammanager von Radsportteams.

## Sportlicher Werdegang als Fahrer
Jean de Gribaldy entstammte einer adligen Familie aus dem Piemont und trug den Titel eines Vicomte. Er machte eine Ausbildung zum Uhrmacher. Im Alter von neun Jahren sah er in Morteau den französischen Rennfahrer Antonin Magne im gelben Führungstrikot der Tour de France vorbeifahren und beschloss, Radrennfahrer zu werden. 1939 trat er dem  Vélo Club de Pontarlier bei; 1944 gewann er die Straßenmeisterschaft von Doubs und das Rennen Montereau-Paris. Er war ein exzellenter Bergfahrer mit dem dafür typischen zierlichen Körperbau (1,65 Meter, 64 Kilogramm).
1945 wurde de Gribaldy Profi und fuhr bis 1949 für das Team Peugeot-Dunlop und wurde so in den folgenden Jahren Mannschaftskamerad von bekannten Fahrern wie Ferdy Kübler und Louis Gérardin. Dreimal – 1947, 1948 und 1952 – startete er bei der Tour de France, konnte sich aber nicht exponiert platzieren. Bei der Tour de France 1948 musste er wegen Erschöpfung aufgeben, als das Rennen an seinem eigenen Haus vorbeifuhr. Die besten Platzierungen seiner Laufbahn bei großen Rennen waren ein neunter Platz 1946 bei Paris–Nizza und ein zehnter 1952 bei Lüttich–Bastogne–Lüttich. 1947 wurde er französischer Vize-Meister im Straßenrennen.
Nach einem Sturz und Bruch des Schulterblattes beim Rennen Paris–Valenciennes beendete Jean de Gribaldy seine aktive Radsportlaufbahn.

## Karriere als Sportlicher Leiter
Ab 1964 arbeitete Jean de Gribaldy als Sportlicher Leiter bei verschiedenen Teams. Das erste Team übernahm er auf Bitten des Sportjournalisten und -organisators Jean Leulliot. Bis 1967 betreute de Gribaldy Mannschaften, die sich aus Profirennfahrern ohne Team oder aus Amateuren ohne Kategorie zusammensetzt. Die Zusammensetzung der Mannschaften variierte je nach Rennen.
1968 wurde de Gribaldy die Leitung der Equipe Frimatic-Viva-de Gribaldy angeboten, seine erste, der hauptsächlich Profis angehörten. Er machte sich bald einen besonderen Namen damit, einen untrüglichen Instinkt für künftige Champions zu haben. Unter seinen vielen Entdeckungen befanden sich der Ire Sean Kelly, der Portugiese Joaquim Agostinho und den Niederländer Steven Rooks, der als praktischer Unbekannter 1983 Lüttich–Bastogne–Lüttich gewann, sowie der spätere Tour-de-France-Sieger Bernard Thévenet oder der Vuelta-Sieger von 1984, Éric Caritoux. Auch der Rennfahrer und heutige Eurosport-Kommentator Jean-Claude Leclercq fuhr in einem Team von de Gribaldy. Zu Agostinho, der 1984 bei der Portugal-Rundfahrt tödlich stürzte, hatte er eine besonders enge Beziehung; die beiden Männer waren sportlich über viele Jahre unzertrennlich. De Gribaldy gewährte vielen Fahrern, die von anderen Teams entlassen worden waren, erfolgreich eine neue Chance. Bis 1986 war er als Sportlicher Leiter tätig und allseits geachtet. Es war sein Verdienst, dass die UCI-Bahn-Weltmeisterschaften 1980 in Besançon stattfanden.
Das Hobby von de Gribaldy war der Flugsport. Er war mit vielen prominenten Vertretern aus Musik und Film befreundet, wie z. B. mit Johnny Hallyday, Michel Sardou und Jean-Paul Belmondo. Seit 1994 gibt es in seiner Heimatstadt Besançon die nach ihm benannte „la Montée Jean de Gribaldy“, die auf einen Hügel führt und deshalb an seine Qualitäten als Bergfahrer erinnert. In den 1990er Jahren wurde die Trophée Jean de Gribaldy ausgetragen, die unter anderen von Christophe Moreau gewonnen wurde.
Am 26. Juni 2025 enthüllte Grand Besançon Métropole acht der neuen, längeren Straßenbahnzüge, die ab Juli 2025 in Betrieb genommen werden sollen und 200 Fahrgästen Platz bieten, während die vorherigen Züge nur 130 Fahrgäste aufnehmen konnten. Einer von ihnen wird den Namen Jean de Gribaldy tragen und mit seinem Porträt und seiner Biografie geschmückt sein.